# Герб Вестерйотланду
Герб Вестерйотланду (швед. Västergötlands vapen) — символ історичної провінції (ландскапу) Вестерйотланд. Також використовується як елемент герба сучасного адміністративно-територіального утворення лену Вестра-Йоталанд.

## Історія
На найдавнішому відомому зображенні 1562 року на гербі ландскапу лев доповнений чотирма зірками. Надалі кількість зірок скоротилася до двох. 
Використовувався для процесії під час похорону короля Густава Вази 1560 року. Сучасний вигляд герба затверджено 1885 року.

## Опис (блазон)
У скошеному зліва на чорне та золоте поля лев в обернених кольорах із червоним озброєнням, у чорному полі вгорі ліворуч і внизу праворуч — по срібній шестипроменевій зірці.

## Зміст
Лев на скошеному щиті був у ХІІІ ст. гербом вестерйотландського феодала Торгіля Кнуттсона. 
Герб ландскапу може увінчуватися герцогською короною.